# Leda (linguaggio)
Leda è un linguaggio di programmazione multiparadigma il cui obiettivo è di integrare con successo in un singolo linguaggio le caratteristiche della programmazione imperativa, orientata agli oggetti, funzionale e logica.
Il linguaggio è descritto nel libro Multiparadigm Programming in Leda scritto al progettista Timothy Budd, Oregon State University.